# AC Sparta Praha (futsal)
AC Sparta Praha futsal je český futsalový klub z Prahy. Od sezóny 2013/14 působí v nejvyšší české futsalové lize. Založen byl v roce 2013. Ve stejném roce klub odkoupil licenci na 1. ligu od klubu Torf Pardubice. V sezóně 2018/19 získal svůj první mistrovský titul, když po 14 letech sesadil z trůnu ERA-PACK Chrudim.
Své domácí zápasy odehrává ve sportovní hale Arena Sparta, která má kapacitu 1 120 diváků.
Pro sezónu 2023/24 nedostal udělenou licenci a proto bude hrát 2. futsalovou ligu.

## Soupiska
Aktuální k datu: 13. září 2020
| Číslo |           | Pozice    | Hráč            |
| ----- | --------- | --------- | --------------- |
| 2     | Česko     | Brankář   | Ondřej Vahala   |
| 3     | Česko     | Brankář   | Pavel Plecitý   |
| 7     | Slovinsko | Univerzál | Benjamin Tušar  |
| 8     | Albánie   | Univerzál | Azem Brahimi    |
| 10    | Kolumbie  | Univerzál | Angellot        |
| 11    | Brazílie  | Univerzál | William         |
| 12    | Česko     | Univerzál | Jaroslav Slavík |
| 17    | Česko     | Univerzál | Lukáš Křivánek  |
| 18    | Česko     | Univerzál | Martin Hora     |
| 19    | Česko     | Univerzál | Jiří Vokoun     |
| 25    | Česko     | Univerzál | Antonín Hrdina  |
| 32    | Česko     | Univerzál | David Snop      |

## Umístění v jednotlivých sezonách
Zdroj:
Legenda: Z - zápasy, V - výhry, R - remízy, P - porážky, VG - vstřelené góly, OG - obdržené góly, +/- - rozdíl skóre, B - body, červené podbarvení - sestup, zelené podbarvení - postup, fialové podbarvení - reorganizace, změna skupiny či soutěže
| Česko (2013 – ) |                     |        |    |    |   |    |     |    |      |    |       |             |
| Sezóny          | Liga                | Úroveň | Z  | V  | R | P  | VG  | OG | +/-  | B  | P. ZČ | Play-off    |
| 2013/14         | Chance futsal liga  | 1      | 22 | 9  | 4 | 9  | 84  | 73 | +11  | 31 | 7.    | Čtvrtfinále |
| 2014/15         | Chance futsal liga  | 1      | 22 | 13 | 3 | 6  | 96  | 79 | +17  | 42 | 4.    | Semifinále  |
| 2015/16         | Chance futsal liga  | 1      | 22 | 11 | 0 | 11 | 86  | 81 | +5   | 33 | 6.    | Čtvrtfinále |
| 2016/17         | Chance futsal liga  | 1      | 22 | 9  | 4 | 9  | 78  | 64 | +14  | 31 | 6.    | Semifinále  |
| 2017/18         | VARTA futsal liga   | 1      | 22 | 15 | 1 | 6  | 103 | 64 | +39  | 46 | 3.    | Finále      |
| 2018/19         | VARTA futsal liga   | 1      | 20 | 17 | 0 | 3  | 194 | 48 | +146 | 51 | 2.    | Vítěz       |
| 2019/20         | VARTA futsal liga   | 1      | 22 | 16 | 2 | 2  | 158 | 53 | +105 | 50 | 3.    | Nedohráno   |
| 2020/21         | 1. FUTSAL liga      | 1      | 22 | 15 | 1 | 6  | 99  | 63 | +36  | 36 | 4.    | Čtvrtfinále |
| 2021/22         | 1. FUTSAL liga      | 1      | 22 | 12 | 0 | 10 | 84  | 84 | 0    | 36 | 5.    | Čtvrtfinále |
| 2022/23         | 1. FUTSAL liga      | 1      | 22 | 12 | 5 | 5  | 87  | 59 | +28  | 41 | 4.    | Semifinále  |
| 2023/24         | 2. liga – sk. Západ | 2      |    |    |   |    |     |    |      |    |       |             |